# Dzirżyterg
Dzirżyterg – staropolskie imię męskie, pojedynczo poświadczone na Śląsku, złożone z członów Dzirży- („trzymać”) i -terg o nieznanym pochodzeniu (może przekształcenie członu -tęg – „mocny” albo -targ).
Dzirżyterg imieniny obchodzi 16 marca.